# .py (домен)
.py является национальным доменом верхнего уровня для Парагвая. Услуга делегирования имен предоставляется совместно Лабораторией цифровой электроники (LED) Католического университета Асунсьона и Национальным вычислительным центром (CNC) Национального университета Асунсьона, которые являются учреждениями, ответственными за администрирование зоны .py. CNC отвечает за администрирование и работу DNS-серверов, а LED отвечает за утверждение запросов на делегирование домена.

## Домены второго уровня
Существует 8 доменов второго уровня:
- com.py
- coop.py
- edu.py
- mil.py
- gov.py
- org.py
- net.py
- una.py